# Oie d'Anjou
L'oie d'Anjou est un produit de l'élevage et de la gastronomie angevine dans cette ancienne province française. Cette oie est la seule, au niveau européen, à posséder une IGP. 

## Historique
Dès le XVe siècle, cet élevage d'oies s'est développé en Anjou. 
Outre sa chair, l’oie fournissait « la plume et le duvet nécessaires à la fabrication de vêtements, couettes matelas et oreillers ». Sa peau de l’oie était tannée et utilisée en mégisserie (houppes, gants, manchettes, faux cols, vêtements pour les enfants. Les principaux marchés, dès la fin de la période médiévale, furent ceux de Château-Gontier, de Brissac-Quincé, de Longué et de Vihiers. Ils rassemblent plusieurs milliers d’oies menées par les gardeuses. Aujourd'hui, en Anjou, elle est élevée uniquement pour sa chair.

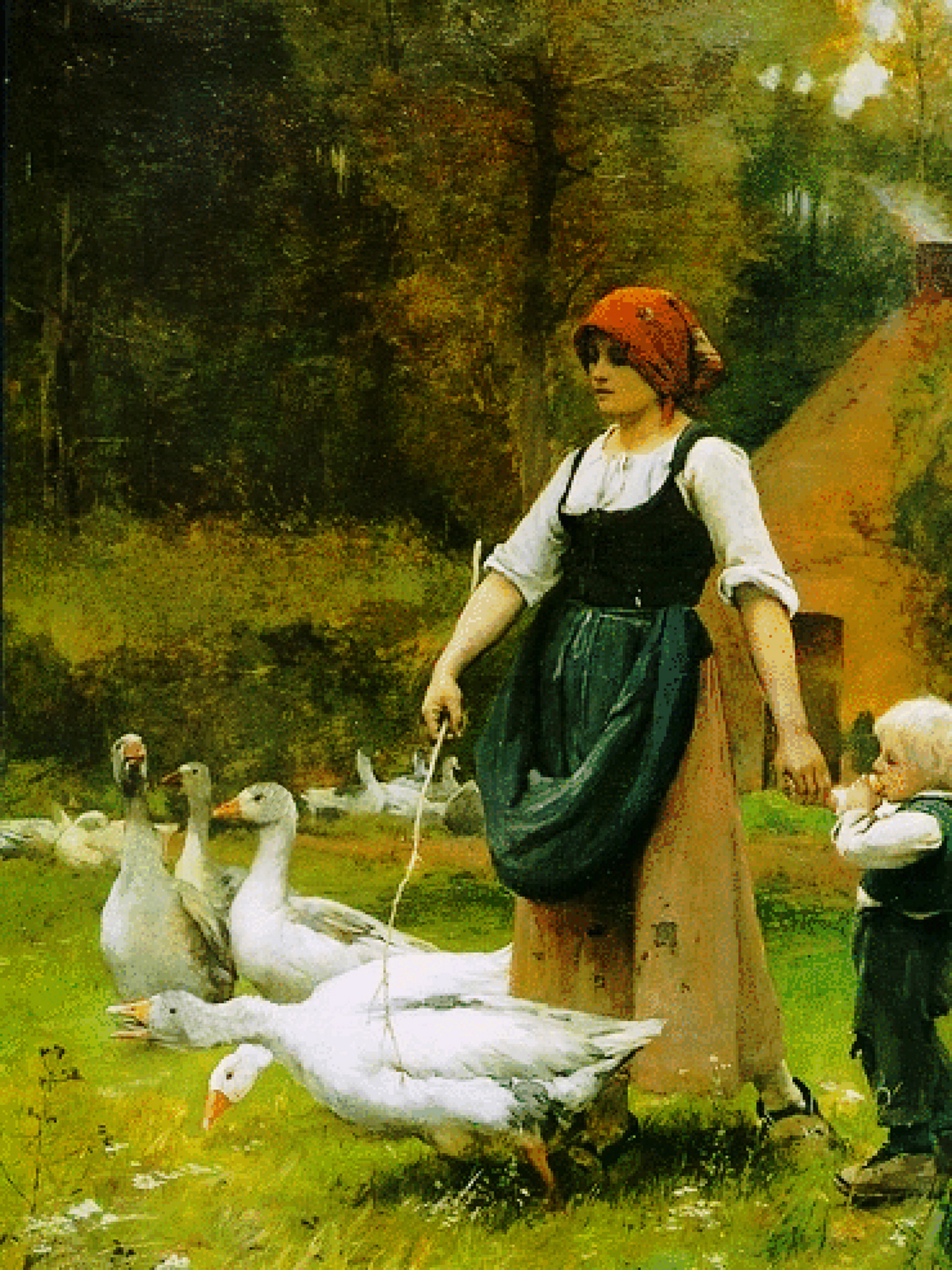
Gardeuses d'oies d'Anjou

## Les labels
Le règlement européen enregistrant l'indication géographique protégée « Oie d'Anjou » a été publié au Journal officiel de l'Union Européenne du 12 février 2011. Elle est la seule à détenir ce label dans toute l’Union Européenne.
L'Indication Géographique Protégée (IGP) désigne un produit lié « au lieu géographique dans lequel se déroule au moins sa production ou sa transformation selon des conditions bien déterminées. Pour les producteurs, l'IGP garantit une protection de la dénomination «Oie d'Anjou» sur tout le territoire de l'Union Européenne ». 
Après l’obtention de l’IGP, la priorité est à la communication sur le label, les qualités du produit, l’art et la  manière de le mettre en valeur. 
« L’IGP impose au moins 175 jours d’élevage, contre 140 jours pour le label rouge. En réalité, les élevages angevins se situent à 220 jours en moyenne ». L’élevage se termine par une phase d’engraissement en bâtiment. Les carcasses, développées “en douceur”, pèsent à l’achat entre 5,6 et 6 kilos.
Certaines clauses du cahier des charges de l'IGP peuvent faire l'objet d'une suspension temporaire pour des motifs sanitaires, comme en novembre 2023 afin de lutter contre la propagation du virus influenza aviaire hautement pathogène (IAHP).

## Condition générales de production

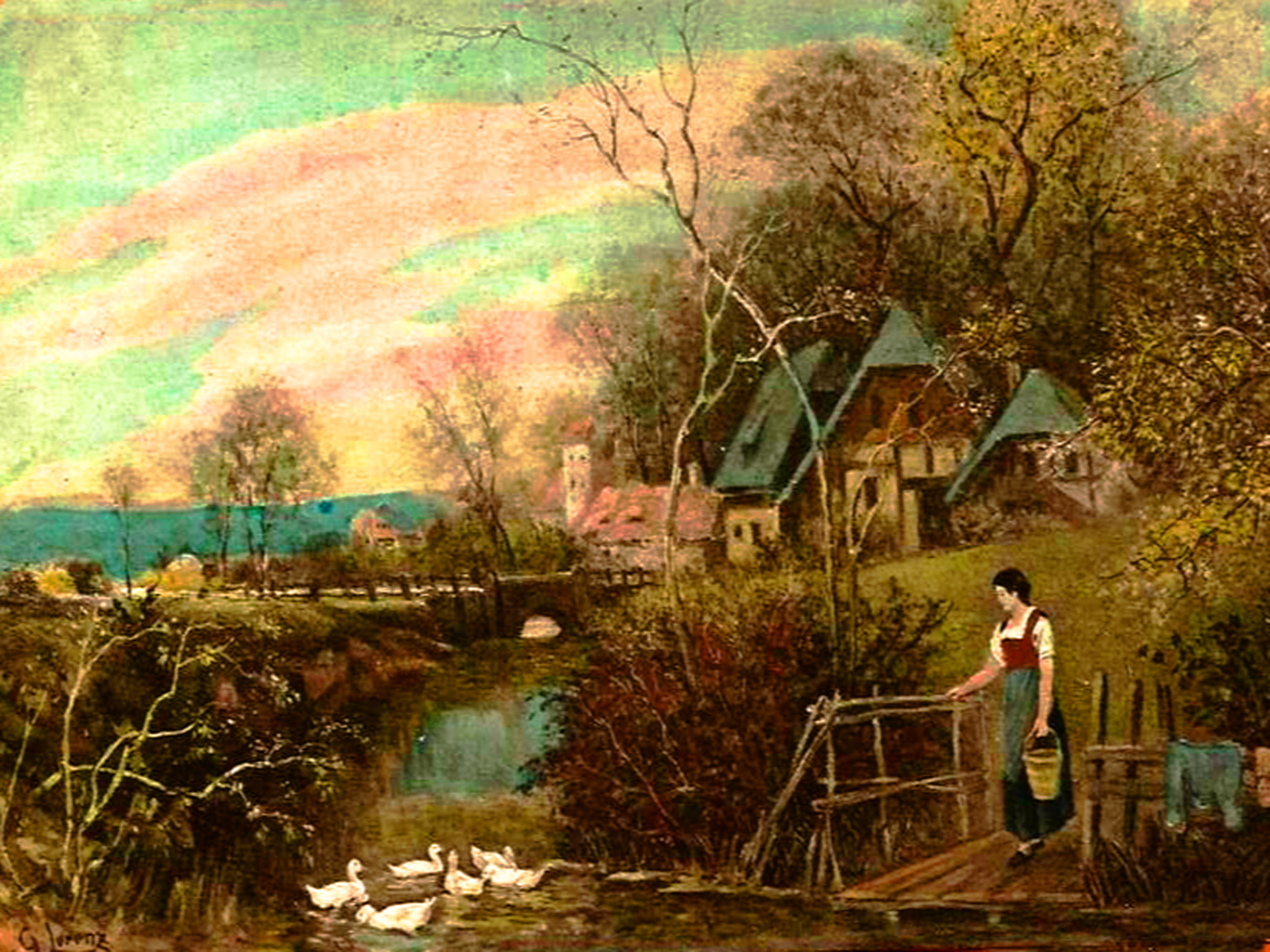
Oies blanches d'Anjou

Un réseau hydrographique dense (bassin de la Loire) a favorisé l’élevage avec la présence de nombreuses mares. De plus, la douceur du climat influe sur « l’éclosion  précoce des oisons et au maintien de la couleur blanche des plumes de nos oies ». Les oies, élevées en plein air, étaient placées « sur des parcelles de céréales sur pied puis finies avec des pâtées à base de pommes de terre cuites, de son, de farine d’orge, de sarrasin et de maïs ». L'oie est commercialisable après la troisième plumaison (entre novembre et la fin décembre).  Ce rythme reste traditionnel, car il permet de respecter l’animal  et ses besoins.
Les conditions climatiques de la zone géographique de l'IGP Oie d'Anjou associant une pluviométrie et un climat doux favorisent une production végétale très variée, composée notamment d'herbes et de maïs éléments constitutifs de l'alimentation des oies. L'alimentation des oies concourt au développement de carcasses à la fois larges et rondes présentant une chair ferme, caractéristiques de l'oie d'Anjou. Sa peau est jaune et souple. Sa durée minimum d'élevage est de 175 jours, dont 92 jours minimum en plein air. L'Oie d'Anjou est une oie consommée rôtie, traditionnellement lors des fêtes de fin d'année. Elle se distingue par son caractère moelleux et sa texture ferme en bouche. 
Le climat doux de l’Anjou, qui favorise la pousse précoce de l’herbe, permet de sortir les oies dès le mois de mars-avril, et d’obtenir une durée d’élevage inégalée, même en label Rouge.
Son âge d’abattage est de 175 jours minimum dont 92 jours minimum passés à l’extérieur. Cette façon de faire permet d'obtenir une viande riche en acides gras mono-insaturés réputés pour leurs effets protecteurs sur le système cardio-vasculaire. 
Pour les gastronomes, la viande d’oie d’Anjou se caractérise par sa couleur rouge foncé. Elle associe fondant et saveur. 

## Zone de production
L’oie blanche fait partie du paysage agricole de l’Anjou depuis le Moyen Age. Cette ancienne province a été divisée avec les départements « de la Sarthe, du Loir et de la Mayenne recouvre les départements actuels de Maine-et-Loire, du sud de la Mayenne, du sud ouest de la Sarthe et du nord du département d'Indre-et-Loire. ».

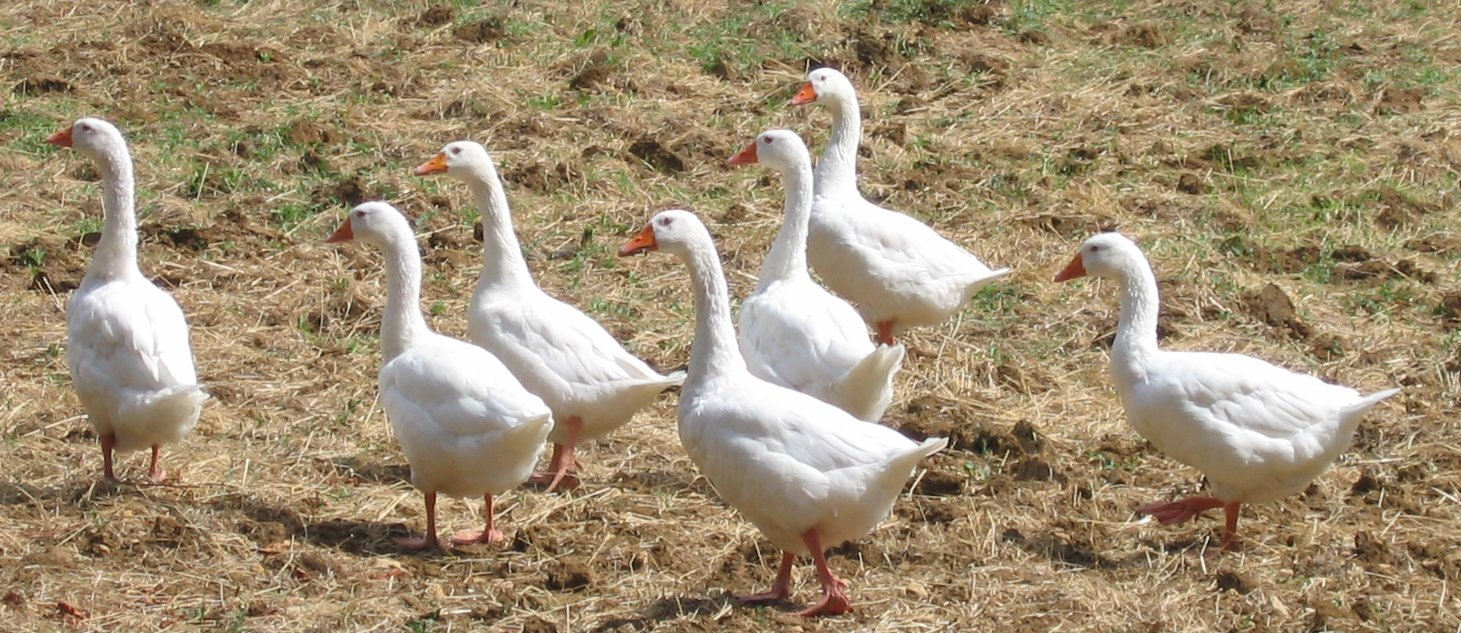
Oie d'Anjou en plein air

Sa zone de production s'étend sur l'ensemble du département de Maine-et-Loire, ainsi que sur une partie des départements d'Indre-et-Loire, de la Loire-Atlantique, de la Mayenne, de la Sarthe et des Deux-Sèvres. 
Données chiffrées en 2010 : 30 opérateurs et 25 600 oies à rôtir abattues. 
Cette trentaine d’éleveurs est affiliée au groupement des Fermiers  du Val de Loire de Terrena. À Saint-Hilaire-du-Bois, dans le Vihiersois, 

## Conseils du sommelier
« On évitera évidemment les vins blancs, dépourvus de tannins. Et on renoncera d'emblée aux rouges légers issus des régions situées au-dessus de la Loire, trop acidulés et trop faibles en alcool. Pour résister vraiment au plat, il faudra des vins rouges solides, bien charpentés. ». Le meilleur choix se portera vers un vin rouge comme un madiran ou cahors